# (4835) Aseo
(4835) Aseo es un asteroide que forma parte de los asteroides troyanos de Júpiter y fue descubierto el 29 de enero de 1989 por Masayuki Iwamoto y Toshimasa Furuta desde Tokushima, Japón. Debe su nombre a Aseo, un guerrero asesinado a manos de Héctor durante la guerra de Troya.

## Características orbitales
Aseo orbita a una distancia media del Sol de 5,189 ua, pudiendo acercarse hasta 3,883 ua y alejarse hasta 6,495 ua. Tiene una inclinación orbital de 19,57 grados y una excentricidad de 0,2517. Emplea en completar una órbita alrededor del Sol 4318 días.

## Características físicas
La magnitud absoluta de Aseo es 10,6.